# Nemoura asceta
Nemoura asceta är en bäcksländeart som beskrevs av Murányi 2007. Nemoura asceta ingår i släktet Nemoura och familjen kryssbäcksländor. Inga underarter finns listade i Catalogue of Life.